# Rico rico
«Rico rico» es una canción interpretada por los artistas chilenos Moral Distraída, Denise Rosenthal y Los Vásquez. Se lanzó el 10 de julio de 2020, bajo la distribución de la discográfica de Moral Distraída.

## Antecedentes y lanzamiento
Tras el lanzamiento del EP Si las molestias persisten acudir a médico especialista de Moral Distraída en junio de 2020, la banda anunció una colaboración junto a la cantante Denise Rosenthal y el dúo Los Vásquez. El 7 de julio, Rosenthal a través de sus redes sociales, publicó un vídeo cantando parte del coro de la canción, añadiendo el mensaje «Alguna vez estuvimos en el estudio grabando esta joyita que tenemos guardada desde hace mucho tiempo», además informó que el sencillo estaría disponible en la medianoche del 9 de julio. Una horas antes de su lanzamiento oficial, el tema se presentó a través de una transmisión en vivo en la cuenta de Instagram de Moral Distraída.

## Composición
Abel Zicavo integrante de Moral Distraída comentó que la administración y grabación de la canción fue sencilla «nos juntamos, hicimos un par de asados y todo fluyó», esto después de coincidir en diversos festivales y eventos. Del mismo modo Italo Vásquez, integrante del dúo Los Vásquez añadió que está fluidez es porque; «hay una admiración recíproca y con la fusión de todos, se formó en una buena mezcla... aquí se plasma la buena onda que nos tenemos».

## Vídeo musical
El vídeo musical se estrenó en el canal de Moral Distraída el 10 de julio de 2020, fue llevado a cabo bajo la dirección de Moisés Sepúlveda, y guionizado por Álvaro Díaz, director de la serie chilena para niños 31 minutos. El clip se grabó en Providencia, Chile y contó con la participación adicional de los actores Fernanda Ramírez Salazar y Etienne Bobenrieth.

## Posicionamiento en listas
| Listas (2020)          | Mejor posición |
| ---------------------- | -------------- |
| Chile (Monitor Latino) | 30             |

## Premios y nominaciones
| Año  | Premio       | Categoría                     | Resultado | ref.   |
| ---- | ------------ | ----------------------------- | --------- | ------ |
| 2020 | Premios Musa | Colaboración Nacional del Año | Ganadora  | [ 10 ] |

## Historial de lanzamiento
| País   | Fecha               | Formato                     | Discográfica    | Ref   |
| ------ | ------------------- | --------------------------- | --------------- | ----- |
| Varios | 10 de julio de 2020 | descarga digital, streaming | Moral Distraída | [ 2 ] |